# Anne Freitas
Anne Freitas (Criciúma, Santa Catarina; 20 de septiembre de 1975) es una culturista profesional brasileña.

## Primeros años
Es la mediana de tres hijos, con un hermano mayor y una hermana pequeña. Desde muy joven se interesó por la fuerza física, pero no se dedicó a ello hasta el final de su adolescencia. En el transcurso de seis años, Freitas consiguió mejorar considerablemente su físico. En 2006, Freitas conoció al preparador físico Ricardo Pannain, que la animó a presentarse a su primera competición dos años después.

## Carrera en el culturismo
En 2008, Freitas compitió en la categoría de figuras y ganó las competiciones estatales y nacionales. En 2009, se pasó al culturismo. A los 37 años, Freitas participó en la IFBB Europa Battle Of Champions de 2012, donde se proclamó campeona en su primer evento de la IFBB, lo que supuso su debut como profesional.

### Historial competitivo
- 2008 - Competición estatal de Santa Catarina – 1º puesto
- 2008 - Competición nacional de Brasil – 1º puesto
- 2009 - Competición continental de Sudamérica – 1º puesto
- 2009 - Campeonato mundial – 1º puesto (tras dar positivo por dopaje se le retiró el título)[3]
- 2012 - IFBB Europa Battle of Champions – 1º puesto
- 2012 - IFBB Ms. Olympia – 8º puesto
- 2013 - IFBB Toronto Pro Supershow – 2º puesto
- 2013 - IFBB Ms. Olympia - 9º puesto
- 2014 - IFBB Omaha Pro - 1º puesto
- 2014 - IFBB Ms. Olympia - 6º puesto

## Vida personal
Casada con Ricardo Pannain, reside en Brasil. Freitas tiene una hija llamada Aimeé. Freitas domina cuatro idiomas: inglés, portugués, español y francés. En su tiempo libre, juega al tenis de forma recreativa. También le gusta el ballet y el jazz.